# マルクス・ミヌキウス・ルフス (紀元前221年の執政官)
マルクス・ミヌキウス・ルフス（ラテン語: Marcus Minucius Rufus、- 紀元前216年）は紀元前3世紀中期から後期の共和政ローマの政治家・軍人。紀元前221年に執政官（コンスル）、紀元前217年に騎兵長官（マギステル・エクィトゥム）、同年に独裁官（ディクタトル）を務めたが、紀元前216年のカンナエの戦いで戦死した。

## 出自
ルフスはプレブス（平民）系ミヌキウス氏族の出身である。パトリキ系ミヌキウス氏族は古くから執政官を出しているが、プレブス系では紀元前305年のティベリウス・ミヌキウス・アウグリヌスが最初で、ルフスが二人目である。ルフスの父も祖父もプラエノーメン（第一名、個人名）はガイウスである。紀元前197年の執政官クィントゥス・ミヌキウス・ルフスは甥と思われる。

## 経歴
ルフスは紀元前221年に執政官に就任。同僚のパトリキ執政官はプブリウス・コルネリウス・スキピオ・アシナであった。両執政官はアドリア海で海賊行為を繰り返していたイストリ族と戦った。イストリ海賊は短期間で鎮圧されている。
ルフスに関する次の記録は、ハンニバルがイタリアに侵攻して来た紀元前217年のことである。ローマはトラシメヌス湖畔の戦いで敗北し、執政官の一人ガイウス・フラミニウスは戦死した。もう一人の執政官グナエウス・セルウィリウス・ゲミヌスはアリミヌム（現在のリミニ）に出征していたため、ローマ市には執政官が不在となっていた。このため、元老院と民会は独裁官を選挙で選ぶことを決定したが、これはローマの歴史上最初のことであった（通常は執政官が独裁官を指名する）。結果クィントゥス・ファビウス・マクシムス・ウェッルコススが、騎兵長官にはルフスが選ばれた。騎兵長官は通常は独裁官が指名するのだが、元老院内でも対立する意見があったため、その妥協案として通常とは異なる手法が採用された。
クィントゥス・ファビウスは新戦術を採用した：彼は敵軍を追跡したが、大きな戦闘は行わず、連絡線を遮断し、また敵の小部隊を叩くことにより、自軍の兵士の戦闘経験を高めて行った。それは一種の消耗戦であったが、ローマはイタリア内に豊富な人的・物的資源を有していたために、ローマが優位を占めることができるはずであった。しかし、この戦術では勝利までに長時間を要し、ローマにはファビウスの政敵も多かった。ハンニバルは略奪を続け、ファビウスの行動は、軟弱、臆病でありローマの同盟国を守ることができないようにも見えた。
ルフスはファビウスの戦術に不満であり、ファビウスを臆病で怠惰であると公然と批判した。やがてファビウスは宗教儀式を理由にローマに呼び戻され、軍の指揮を一時的にルフスが引き継ぐことになった。ルフスはゲロニウム（現在のモリーゼ州のカザカレンダ近く）近くで油断していたカルタゴ軍と戦闘を交え、かなりの損害を与えたが、これがローマに大きな興奮を与えた。護民官マルクス・メティリウスはルフスに独裁官と同じ権利を与えることを提案し、民会もこれに賛成した。歴史上初めて2人の独裁官が同時に存在することとなった。
ゲロニウムのローマ軍兵力は、4個ローマ軍団と4個同盟国軍団であった。ファビウスは両者が交互に軍の指揮をとることを提案したが、ルフスはこれを断り、それぞれが半数の兵力を率いることとなった。ハンニバルはこの情報を得ており、巧妙な罠をかけた。それはルフスを伏兵を配置した場所におびき出し、全方向から攻撃するというものであった。ルフスの軍は大損害を受けたが、ファビウスの援軍が到着したために全滅は免れた。この敗戦の後、ルフスは自身の軍の指揮権を自主的にファビウスに返却し、騎兵長官の地位に戻った、6ヶ月の独裁官の任期が終了すると、軍の指揮権は通常通り二人の執政官に戻された。
紀元前216年、ルフスはカンナエの戦いに参加したが、そこで戦死した。

## 参考資料

### 古代の資料
- オロシウス『異教徒に反論する歴史』
- エウトロピウス『首都創建以来の略史』
- ティトゥス・リウィウス『ローマ建国史』
- カピトリヌスのファスティ

### 研究書
- Korablev I. "Hannibal" - M .: Science, 1981. - 360 p.
- Rodionov E. "Punic Wars" - St. Petersburg. : SPbGU, 2005. - 626 p. - ISBN 5-288-03650-0 .
- Broughton R. :Magistrates of the Roman Republic" - New York, 1951. - Vol. 1. - P. 600.
- Münzer F. "Minucius" // Paulys Realencyclopädie der classischen Altertumswissenschaft . - 1932. - Bd. XV. - Kol. 1937-1939.
- Münzer F. "Minucius 52" // Paulys Realencyclopädie der classischen Altertumswissenschaft . - 1932. - Bd. XV. - Kol. 1957-1962.